# ATC-kod D04: Klådstillande medel
ATC-kod D04: Klådstillande medel är en del av klassificeringssystemet ATC (Anatomical Therapeutic Chemical Classification System) för läkemedel och vissa andra medicinska produkter. ATC utvecklas av WHO och består av alfanumeriska koder indelade i grupper utifrån anatomi, medicinsk funktion och läkemedelstyp på 5 olika kodnivåer. Denna sida utgör innehållet i en specifik grupp på nivå 2.

## D04A Klådstillande medel

### D04AA Antihistaminer till utvärtes bruk
D04AA01 Tonsylamin
D04AA02 Mepyramin
D04AA03 Tenalidin
D04AA04 Tripelenamin
D04AA09 Kloropyramin
D04AA10 Prometazin
D04AA12 Tolpropamin
D04AA13 Dimetinden
D04AA14 Klemastin
D04AA15 Bamipin
D04AA22 Isotipendyl
D04AA32 Difenhydramin
D04AA33 Difenhydraminmetylbromid
D04AA34 Klorfenoxamin

### D04AB Lokalanestetika till utvärtes bruk
D04AB01 Lidokain
D04AB02 Cinkain
D04AB03 Oxibuprokain
D04AB04 Bensokain
D04AB05 Kinisokain
D04AB06 Tetrakain
D04AB07 Pramokain

### Engelska
- WHO Collaborating Centre for Drug Statistics Methodology - ATC Index
- WHO Collaborating Centre for Drug Statistics Methodology - ATCvet Index

### Svenska
- SIL online
- FASS.se - ATC
- FASS.se - Veterinär-ATC
- Sök läkemedelsfakta - Läkemedelsverket
- Socialstyrelsen : Klassifikationer
- Nationellt produktregister för läkemedel - NPL